# Grupo Magdalo
O Grupo Magdalo foi um grupo de soldados dissidentes que tornou-se conhecido após encenar o malsucedido motim de Oakwood de 2003. Composto por oficiais subalternos de todos os ramos das Forças Armadas das Filipinas, o grupo assumiu o Oakwood Premier Ayala Center em Makati e exigiu a demissão de oficiais superiores das Forças Armadas e de membros do governo de Gloria Macapagal Arroyo, incluindo a própria presidenta. O grupo se autodenominava "Bagong Katipuneros" (em filipino, "New Katipuneros"), mas a imprensa local continuou se referindo a eles como Grupo Magdalo.
Em 30 de agosto de 2007, a Polícia Nacional das Filipinas entrou em alerta contra uma suposta tentativa de recrutamento do Grupo Magdalo em Bicol, tendo como alvo a 9.ª Divisão de Infantaria do Exército. O empreendimento estava supostamente relacionado com alegados esforços de desestabilização planejados para a promulgação pelo Sandiganbayan do veredicto sobre o caso de desfalque contra o ex-presidente Joseph Estrada.
Em 29 de novembro de 2007 o grupo envolveu-se no cerco ao Hotel Manila Peninsula. O senador Antonio Trillanes , o brigadeiro-general Danilo Lim e outros 25 oficiais do Grupo Magdalo abandonaram o julgamento referente ao motim de Oakwood e marcharam pelas ruas de Makati. Os amotinados exigiam a destituição da presidente Gloria Macapagal Arroyo e tomaram o Hotel Peninsula Manila, ao longo da Avenida Ayala. O ex-vice-presidente Teofisto Guingona Jr. e alguns soldados das Forças Armadas das Filipinas juntaram-se à marcha até o hotel. Depois de várias horas, os amotinados se renderam às forças  governamentais, após veículos blindados militares invadirem o saguão do hotel seguido por troca de tiros, e foram presos. 
Na sequência da administração da presidente Gloria Macapagal Arroyo, os membros do Grupo Magdalo passaram a dedicar-se ao trabalho cívico.
O Samahang Magdalo, um grupo de voluntários civis, foi lançado pelo Grupo Magdalo em 2008. A organização usa sites de redes sociais como Friendster e Facebook para recrutar apoiadores em todas as Filipinas.
Também estabeleceu o Magdalo Para sa Pilipino e procurou representação da lista partidária na Câmara dos Representantes.